# دانشگاه ایالتی ویرجینیا

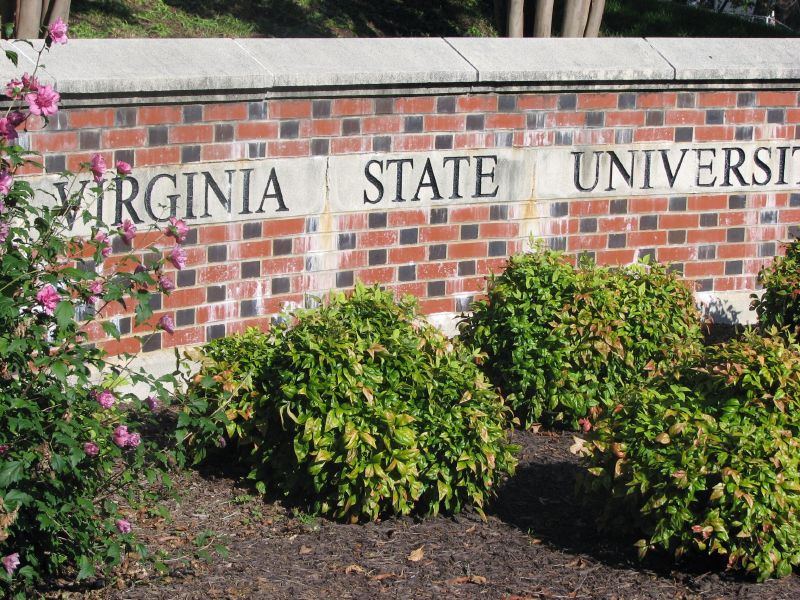
ورودی دانشگاه

دانشگاه ایالتی ویرجینیا (VSU) یک دانشگاه دولتی تاریخی سیاه‌پوستان در اتریک، ویرجینیا است که در ۶ مارس ۱۸۸۲ تأسیس شد. دانشگاه ایالت ویرجینیا به‌عنوان نخستین مؤسسهٔ آموزش عالی چهارساله کاملاً تحت حمایت دولت برای سیاه‌پوستان آمریکایی توسعه یافت.

## نگارخانه

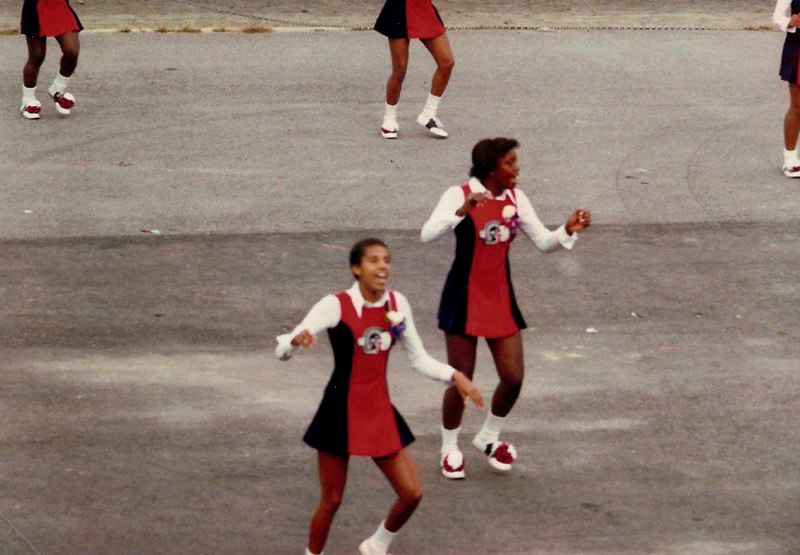
The Woo Woos در سال ۱۹۷۷ ...
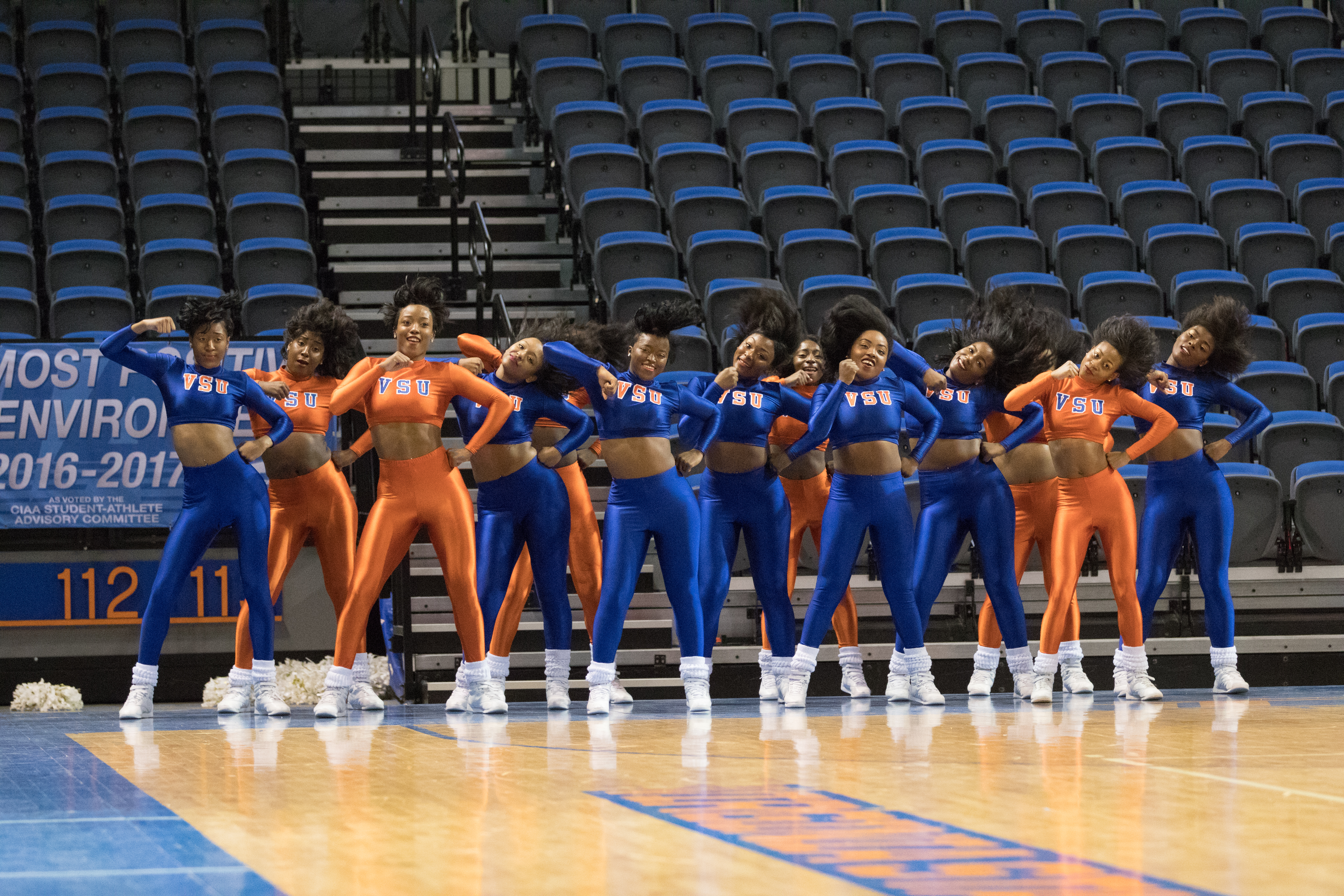
... و در سال ۲۰۱۷